# 壱岐市立箱崎小学校
壱岐市立箱崎小学校（いきしりつ はこざきしょうがっこう、Iki City Hakozaki Elementary School）は長崎県壱岐市芦辺町箱崎釘ノ尾触にある公立小学校。略称は「箱崎小」（はこざきしょう）。

## 概要
歴史
1874年（明治7年）に開校した「第五学区第四中学区箱崎小学校」を前身とする。2009年（平成21年）に創立135年を迎えた。

校歌
作詞は長谷川信、作曲は永井幸次によるもの。歌詞は3番まであり、校名は歌詞に登場しない。
校区
郵便番号が811-54で始まり、住所の芦辺町の後に「箱崎」が入る地区。中学校区は壱岐市立芦辺中学校。

## 沿革
- 1874年（明治7年） - 本村触字辻庄屋家屋を校舎に「第五学区第四中学区箱崎小学校」が開校。
- 1875年（明治8年） - 新城[2]村（現・壱岐市勝本町新城地区）に新城分舎を設置。金蔵寺を仮校舎とする。
- 1876年（明治9年） -  瀬戸浦永光寺を校舎に瀬戸分校（現・壱岐市立瀬戸小学校）が開校。
- 1877年（明治10年） - 箱崎小学校の校舎が完成。
- 1883年（明治16年） - 「箱崎学区公立中等流水小学校」に改称。
- 1884年（明治17年） - 新城分舎を新城分校に改称。
- 1885年（明治18年） - 「可須[3]学区公立中等流水小学校」と改称。
- 1886年（明治19年） - 「尋常箱崎小学校」に改称。新城分校を廃止。瀬戸分校が分離し、下等瀬戸小学校として独立。
- 1887年（明治20年） - 「簡易箱崎小学校」に改称。（瀬戸小学校が廃止される。）
- 1891年（明治24年） - 再び「尋常箱崎小学校」となる。
- 1892年（明治25年） - 「箱崎尋常小学校」に改称。
- 1893年（明治26年） - 再び瀬戸分校を設置。
- 1901年（明治34年） - 再び瀬戸分校が分離し、「瀬戸尋常小学校」として独立。
- 1902年（明治35年） - 釘ノ尾触天井田に校舎を新築し、移転。補習科を設置。
- 1908年（明治41年） - 高等科を併置し、「箱崎尋常高等小学校」に改称。
- 1910年（明治43年） - 校地を拡張し、校舎を増築。
- 1913年（大正2年） - 実業補習学校を併置。
- 1926年（大正15年） - 運動場を拡張。
- 1933年（昭和8年） - 南校舎を新築。
- 1941年（昭和16年） - 国民学校令により、「箱崎村箱崎国民学校」と改称。
- 1947年（昭和22年） - 学制改革（六・三制実施）により、「箱崎村立箱崎小学校」に改称。
- 1955年（昭和30年） - 箱崎小学校の1教室を使用し、保育所を開設。
- 1956年（昭和31年）
  - 5月3日 - 前年に設置した保育所をもとに、箱崎村立箱崎幼稚園の設置が認可される。1年保育を実施。
  - 10月1日 - 箱崎村が芦辺町に編入され、「芦辺町立箱崎小学校」（幼稚園も芦辺町立箱崎幼稚園）に改称。
- 1960年（昭和35年） - 補食給食を開始。
- 1963年（昭和38年） から 1964年（昭和39年） - 鉄筋新校舎が完成。
- 1973年（昭和48年） - プールが完成。創立100周年を迎える。
- 1977年（昭和52年） - 完全給食を開始。箱崎幼稚園が2年保育を開始。
- 2004年（平成16年）3月 - 市町村合併で壱岐市が誕生したことにより、「壱岐市立箱崎小学校」（現在名）と改称。
- 2011年（平成23年）9月 - 壱岐市学校給食センターが勝本町亀石地区に完成したことにより、旧芦辺町地区の各校独自調理方式から、センターからの配送方式に変更。

## アクセス
最寄りの港
- 「芦辺漁港」 - 九州郵船が厳原港・博多港との航路にフェリー・ジェットフォイルを運航している。

最寄りのバス停
- 壱岐交通「八幡神社前」バス停

最寄りの道路
- 長崎県道23号勝本石田線

## 周辺
- 壱岐市立箱崎幼稚園